# Rio Massa
O rio Massa (em francês: oued Massaa) é um rio (ou uádi) do sudoeste de Marrocos, que nasce na cordilheira do Antiatlas e desemboca no Oceano Atlântico a cerca de 80 km a sul de Agadir, junto à comuna rural de Massa. Juntamente com os rios Suz (Souss) e Drá, dá nome à região que banha, Souss-Massa-Drâa. Entre a sua foz e a foz do Suz, a norte, estende-se o Parque Nacional de Souss-Massa, classificado como "sítio Ramsar" pela sua importância como habitat de aves aquáticas.

## Foz
Ao contrário do resto do curso, a foz do Massa permanece com água durante todo o ano, devido à ação das marés. A água salobra é favorável ao desenvolvimento de uma cadeia alimentar de uma rica variedade de espécies animais, em que as aves aquáticas e os mamíferos estão bem representados. A área é uma reserva natural e é uma escala migratória e de permanência temporária de muitas aves que viajam entre a Europa e a África através do Estreito de Gibraltar, sobretudo limícolas, algumas das quais em vias de extinção e que já não se encontram noutros locais de Marrocos. A foz do Massa alberga uma das últimas populações viáveis de íbis-eremita.
Devido à barragem Youssef Ibn Tachfin, situada a menos de 40 km da foz, que reduz o caudal do rio, este não é suficiente para manter a desembocadura aberta. O mar acumula mais areia do que a que o rio é capaz de desalojar e em consequência disso, a desembocadura fica encerrada por uma barra litoral, formando uma lagoa. A barra só é aberta quando ocorrem grandes chuvadas de magnitude excecional, como as que se registaram em 1996 e em fevereiro de 2010.

## Agricultura
A montante da área de reserva integral, nas zonas onde a água é doce, estendem-se os campos agrícolas irrigados de Massa, nas encostas do vale do rio, onde existem diversos douars (aldeias). Nas hortas observa-se uma grande atividade, com um constante ir e vir de burros carregados de alfafa, milho e feijão, ao longo de inúmeros caminhos inundados que também servem de canais de irrigação.

## Barragem de Youssef Ibn Tachfin
Situada nos contrafortes ocidentais do Antiatlas, a cerca de 40 km da costa, esta barragem de 85 m de altura e 707 m de comprimento, foi inaugurada em 1972. Tem capacidade para 305 milhões de m³ de água e ocupa uma área de 3 800 ha. O objetivo da barragem é a irrigação de 18 000 ha na planície de Chtouka, destinada sobretudo à produção de batata e citrinos. A planície de Chtouka é um prolongamento da planície de Suz, limitada pelo rio Massa e está sujeita a um regime pluviométrico escasso, com precipitações médias de 100 mm anuais. Não há mais nenhum curso de água na região e os recursos hidrológicos limitam-se a águas subterrâneas cujo potencial é estimado em 110 milhões de m³.